# 喬納斯·阿格尼耶
喬納斯·阿格尼耶（法語：Jonas Aguenier；1992年4月28日—）是一位法國排球運動員。他在場上的位置是副攻手。他代表法國國家男子排球隊參賽。他曾參加過2015年歐洲運動會和2015年歐洲男子排球錦標賽。